# Lista rosyjskich generałów zabitych podczas inwazji na Ukrainę
Lista zawiera spis generałów Sił Zbrojnych Federacji Rosyjskiej oraz innych rosyjskich służb mundurowych, których podawano jako poległych podczas rosyjskiej inwazji na Ukrainę.
Według stanu na 11 lipca 2023 roku źródła ukraińskie podały, że zginęło piętnastu rosyjskich generałów. Straty oficerów wysokiego stopnia są rzadkie. To sprawia, że skala tych strat od II wojny światowej jest bezprecedensowa.

## Lista poległych rosyjskich generałów
Liczbę porządkową przypisano wyłącznie oficerom, co do których śmierci nie ma wymienionych w sekcji Uwagi obiekcji.
| Lp. | Imię i nazwisko     | Stopień wojskowy                                   | Zdjęcie                                                   | Formacja/jednostka/stanowisko   | Data śmierci      | Uwagi | Źródła                      |
| --- | ------------------- | -------------------------------------------------- | --------------------------------------------------------- | ------------------------------- | ----------------- | --- | --------------------------- |
| –   | Magomied Tuszajew   | generał major (generał brygady PL)                 |                                                           | Gwardia Narodowa                | 26 lutego 2022    | 1. | [ 3 ]                       |
| –   | Magomied Tuszajew   | generał major (generał brygady PL)                 | 141 Specjalny Pułk Zmotoryzowany                          |                                 | 26 lutego 2022    | 1. | [ 3 ]                       |
| –   | Magomied Tuszajew   | generał major (generał brygady PL)                 | dowódca                                                   |                                 | 26 lutego 2022    | 1. | [ 3 ]                       |
| 1.  | Andriej Suchowiecki | generał major (generał brygady PL)                 |                                                           | Wojska Powietrznodesantowe      | 28 lutego 2022    | | [ 4 ]                       |
| 1.  | Andriej Suchowiecki | generał major (generał brygady PL)                 | 41 Armia Ogólnowojskowa                                   |                                 | 28 lutego 2022    | | [ 4 ]                       |
| 1.  | Andriej Suchowiecki | generał major (generał brygady PL)                 | z-ca dowódcy                                              |                                 | 28 lutego 2022    | | [ 4 ]                       |
| –   | Witalij Gierasimow  | generał major (generał brygady PL)                 |                                                           | Wojska Lądowe                   | 7 marca 2022      | 2. | [ 5 ]                       |
| –   | Witalij Gierasimow  | generał major (generał brygady PL)                 | 41 Armia Ogólnowojskowa                                   |                                 | 7 marca 2022      | 2. | [ 5 ]                       |
| –   | Witalij Gierasimow  | generał major (generał brygady PL)                 | szef sztabu                                               |                                 | 7 marca 2022      | 2. | [ 5 ]                       |
| –   | Andriej Kolesnikow  | generał major (generał brygady PL)                 |                                                           | Wojska Lądowe                   | 11 marca 2022     | 3. | [ 6 ]                       |
| –   | Andriej Kolesnikow  | generał major (generał brygady PL)                 | 29 Armia Ogólnowojskowa                                   |                                 | 11 marca 2022     | 3. | [ 6 ]                       |
| –   | Andriej Kolesnikow  | generał major (generał brygady PL)                 | dowódca                                                   |                                 | 11 marca 2022     | 3. | [ 6 ]                       |
| –   | Oleg Mitiajew       | generał major (generał brygady PL)                 |                                                           | Wojska Lądowe                   | 15 marca 2022     | 4. | [ 7 ]                       |
| –   | Oleg Mitiajew       | generał major (generał brygady PL)                 | 150 Dywizja Strzelecka                                    |                                 | 15 marca 2022     | 4. | [ 7 ]                       |
| –   | Oleg Mitiajew       | generał major (generał brygady PL)                 | dowódca                                                   |                                 | 15 marca 2022     | 4. | [ 7 ]                       |
| –   | Andriej Mordwiczew  | generał porucznik (generał dywizji PL)             |                                                           | Wojska Lądowe                   | 18 marca 2022     | 5. | [ 8 ]                       |
| –   | Andriej Mordwiczew  | generał porucznik (generał dywizji PL)             | 8 Gwardyjska Armia Ogólnowojskowa                         |                                 | 18 marca 2022     | 5. | [ 8 ]                       |
| –   | Andriej Mordwiczew  | generał porucznik (generał dywizji PL)             | dowódca                                                   |                                 | 18 marca 2022     | 5. | [ 8 ]                       |
| –   | Jakow Riezancew     | generał porucznik (generał dywizji PL)             |                                                           | Wojska Lądowe                   | 25 marca 2022     | 6. | [ 9 ]                       |
| –   | Jakow Riezancew     | generał porucznik (generał dywizji PL)             | 49 Armia Ogólnowojskowa                                   |                                 | 25 marca 2022     | 6. | [ 9 ]                       |
| –   | Jakow Riezancew     | generał porucznik (generał dywizji PL)             | dowódca                                                   |                                 | 25 marca 2022     | 6. | [ 9 ]                       |
| 2.  | Władimir Frołow     | generał major (generał brygady PL)                 |                                                           | Wojska Lądowe                   | 16 kwietnia 2022  | | [ 10 ]                      |
| 2.  | Władimir Frołow     | generał major (generał brygady PL)                 | 8 Gwardyjska Armia Ogólnowojskowa                         |                                 | 16 kwietnia 2022  | | [ 10 ]                      |
| 2.  | Władimir Frołow     | generał major (generał brygady PL)                 | z-ca dowódcy                                              |                                 | 16 kwietnia 2022  | | [ 10 ]                      |
| 3.  | Andriej Simonow     | generał major (generał brygady PL)                 |                                                           | Wojska Lądowe                   | 29 kwietnia 2022  | | [ 11 ]                      |
| 3.  | Andriej Simonow     | generał major (generał brygady PL)                 | 2 Gwardyjska Armia Pancerna                               |                                 | 29 kwietnia 2022  | | [ 11 ]                      |
| 3.  | Andriej Simonow     | generał major (generał brygady PL)                 | szef oddziałów walki elektronicznej                       |                                 | 29 kwietnia 2022  | | [ 11 ]                      |
| 4.  | Kanamat Botaszew    | generał major emerytowany (generał brygady PL)     |                                                           | Siły Powietrzne (do emerytury)  | 22 maja 2022      | - były dowódca jednostki nr 23326 ZOW - skazany za rozbicie myśliwca przy próbie akrobacji                              | [ 12 ] [ 13 ]               |
| 4.  | Kanamat Botaszew    | generał major emerytowany (generał brygady PL)     | Grupa Wagnera                                             |                                 | 22 maja 2022      | - były dowódca jednostki nr 23326 ZOW - skazany za rozbicie myśliwca przy próbie akrobacji                              | [ 12 ] [ 13 ]               |
| 4.  | Kanamat Botaszew    | generał major emerytowany (generał brygady PL)     | pilot-najemnik                                            |                                 | 22 maja 2022      | - były dowódca jednostki nr 23326 ZOW - skazany za rozbicie myśliwca przy próbie akrobacji                              | [ 12 ] [ 13 ]               |
| 5.  | Roman Kutuzow       | generał porucznik pośmiertnie (generał dywizji PL) |                                                           | Ludowa Milicja DRL              | 5 czerwca 2022    | | [ 14 ]                      |
| 5.  | Roman Kutuzow       | generał porucznik pośmiertnie (generał dywizji PL) | 1 Korpus Armijny                                          |                                 | 5 czerwca 2022    | | [ 14 ]                      |
| 5.  | Roman Kutuzow       | generał porucznik pośmiertnie (generał dywizji PL) | dowódca                                                   |                                 | 5 czerwca 2022    | | [ 14 ]                      |
| 6.  | Artiom Nasbulin     | generał major (generał brygady PL)                 |                                                           | Marynarka Wojenna               | 12 lipca 2022     | | [ 15 ]                      |
| 6.  | Artiom Nasbulin     | generał major (generał brygady PL)                 | 22 Korpus Armijny                                         |                                 | 12 lipca 2022     | | [ 15 ]                      |
| 6.  | Artiom Nasbulin     | generał major (generał brygady PL)                 | dowódca                                                   |                                 | 12 lipca 2022     | | [ 15 ]                      |
| 7.  | Dmitrij Uljanow     | generał major emerytowany (generał brygady PL)     |                                                           | Wojska Powietrznodesantowe      | 5–6 lutego 2023   | | [ 16 ] [ 17 ] [ 18 ]        |
| 7.  | Dmitrij Uljanow     | generał major emerytowany (generał brygady PL)     | 98 Gwardyjska Dywizja Powietrznodesantowa                 |                                 | 5–6 lutego 2023   | | [ 16 ] [ 17 ] [ 18 ]        |
| 7.  | Dmitrij Uljanow     | generał major emerytowany (generał brygady PL)     | dowódca                                                   |                                 | 5–6 lutego 2023   | | [ 16 ] [ 17 ] [ 18 ]        |
| 8.  | Siergiej Goriaczew  | generał major (generał brygady PL)                 |                                                           | Wojska Lądowe                   | 12 czerwca 2023   | | [ 19 ]                      |
| 8.  | Siergiej Goriaczew  | generał major (generał brygady PL)                 | 35 Armia Ogólnowojskowa                                   |                                 | 12 czerwca 2023   | | [ 19 ]                      |
| 8.  | Siergiej Goriaczew  | generał major (generał brygady PL)                 | szef sztabu                                               |                                 | 12 czerwca 2023   | | [ 19 ]                      |
| 9.  | Oleg Cokow          | generał porucznik (generał dywizji PL)             |                                                           | Wojska Lądowe                   | 12 lipca 2023     | | [ 20 ]                      |
| 9.  | Oleg Cokow          | generał porucznik (generał dywizji PL)             | Południowy Okręg Wojskowy                                 |                                 | 12 lipca 2023     | | [ 20 ]                      |
| 9.  | Oleg Cokow          | generał porucznik (generał dywizji PL)             | z-ca dowódcy                                              |                                 | 12 lipca 2023     | | [ 20 ]                      |
| –   | Wiktor Sokołow      | admirał (admirał floty PL)                         |                                                           | Marynarka Wojenna               | 22 września 2023  | 5. | [ 21 ]                      |
| –   | Wiktor Sokołow      | admirał (admirał floty PL)                         | Flota Czarnomorska                                        |                                 | 22 września 2023  | 5. | [ 21 ]                      |
| –   | Wiktor Sokołow      | admirał (admirał floty PL)                         | dowódca                                                   |                                 | 22 września 2023  | 5. | [ 21 ]                      |
| 10. | Władimir Zawadski   | generał major (generał brygady PL)                 |                                                           | Marynarka Wojenna               | 28 listopada 2023 | | [ 22 ]                      |
| 10. | Władimir Zawadski   | generał major (generał brygady PL)                 | 14 Korpus Armijny                                         |                                 | 28 listopada 2023 | | [ 22 ]                      |
| 10. | Władimir Zawadski   | generał major (generał brygady PL)                 | z-ca dowódcy                                              |                                 | 28 listopada 2023 | | [ 22 ]                      |
| 11. | Igor Trifonow       | generał major emerytowany (generał brygady PL)     |                                                           | Policja (do emerytury)          | 12 grudnia 2023   | - były szef departamentu MSW w Jekaterynburgu - skazany za przyjęcie łapówki                                            | [ 23 ] [ 24 ] [ 25 ] [ 26 ] |
| 11. | Igor Trifonow       | generał major emerytowany (generał brygady PL)     | Sztorm-V                                                  |                                 | 12 grudnia 2023   | - były szef departamentu MSW w Jekaterynburgu - skazany za przyjęcie łapówki                                            | [ 23 ] [ 24 ] [ 25 ] [ 26 ] |
| 11. | Igor Trifonow       | generał major emerytowany (generał brygady PL)     | ochotnik                                                  |                                 | 12 grudnia 2023   | - były szef departamentu MSW w Jekaterynburgu - skazany za przyjęcie łapówki                                            | [ 23 ] [ 24 ] [ 25 ] [ 26 ] |
| 12. | Aleksandr Tatarenko | generał porucznik (generał dywizji PL)             |                                                           | Siły Powietrzno-Kosmiczne       | 31 stycznia 2024  | | [ 27 ]                      |
| 12. | Aleksandr Tatarenko | generał porucznik (generał dywizji PL)             | Baza Sewastopol-Belbek                                    |                                 | 31 stycznia 2024  | | [ 27 ]                      |
| 12. | Aleksandr Tatarenko | generał porucznik (generał dywizji PL)             | dowódca                                                   |                                 | 31 stycznia 2024  | | [ 27 ]                      |
| 13. | Andriej Gołowacki   | generał major emerytowany (generał brygady PL)     |                                                           | Policja (do emerytury)          | 30 czerwca 2024   | - były wiceszef sztabu północnokaukaskiego dowództwa regionalnego wojsk wewnętrznych MSW - skazany za przyjęcie łapówki | [ 28 ]                      |
| 13. | Andriej Gołowacki   | generał major emerytowany (generał brygady PL)     | Sztorm-V                                                  |                                 | 30 czerwca 2024   | - były wiceszef sztabu północnokaukaskiego dowództwa regionalnego wojsk wewnętrznych MSW - skazany za przyjęcie łapówki | [ 28 ]                      |
| 13. | Andriej Gołowacki   | generał major emerytowany (generał brygady PL)     | ochotnik                                                  |                                 | 30 czerwca 2024   | - były wiceszef sztabu północnokaukaskiego dowództwa regionalnego wojsk wewnętrznych MSW - skazany za przyjęcie łapówki | [ 28 ]                      |
| 14. | Ildar Saidow        | generał major emerytowany (generał brygady PL)     |                                                           | Służba Celna (do emerytury)     | 14 września 2024  | - były szef urzędu celnego w Astrachaniu - skazany za przyjęcie łapówki                                                 | [ 29 ]                      |
| 14. | Ildar Saidow        | generał major emerytowany (generał brygady PL)     | Sztorm-V                                                  |                                 | 14 września 2024  | - były szef urzędu celnego w Astrachaniu - skazany za przyjęcie łapówki                                                 | [ 29 ]                      |
| 14. | Ildar Saidow        | generał major emerytowany (generał brygady PL)     | ochotnik                                                  |                                 | 14 września 2024  | - były szef urzędu celnego w Astrachaniu - skazany za przyjęcie łapówki                                                 | [ 29 ]                      |
| 15. | Paweł Klimienko     | generał major (generał brygady PL)                 |                                                           | Wojska Lądowe                   | 6 listopada 2024  | | [ 30 ]                      |
| 15. | Paweł Klimienko     | generał major (generał brygady PL)                 | Brygada Opłot                                             |                                 | 6 listopada 2024  | | [ 30 ]                      |
| 15. | Paweł Klimienko     | generał major (generał brygady PL)                 | dowódca                                                   |                                 | 6 listopada 2024  | | [ 30 ]                      |
| 16. | Igor Kiriłłow       | generał porucznik (generał dywizji PL)             |                                                           | Wojska Lądowe                   | 17 grudnia 2024   | - zabity w ataku bombowym w Moskwie                                                                                     | [ 31 ]                      |
| 16. | Igor Kiriłłow       | generał porucznik (generał dywizji PL)             | Wojska Obrony Radiologicznej, Chemicznej i Biologicznej   |                                 | 17 grudnia 2024   | - zabity w ataku bombowym w Moskwie                                                                                     | [ 31 ]                      |
| 16. | Igor Kiriłłow       | generał porucznik (generał dywizji PL)             | dowódca                                                   |                                 | 17 grudnia 2024   | - zabity w ataku bombowym w Moskwie                                                                                     | [ 31 ]                      |
| 17. | Konstantin Smieszko | generał major (generał brygady PL)                 |                                                           | Wojska Lądowe                   | 26 grudnia 2024   | | [ 32 ]                      |
| 17. | Konstantin Smieszko | generał major (generał brygady PL)                 | Wojska Inżynieryjne                                       |                                 | 26 grudnia 2024   | | [ 32 ]                      |
| 17. | Konstantin Smieszko | generał major (generał brygady PL)                 | z-ca dowódcy                                              |                                 | 26 grudnia 2024   | | [ 32 ]                      |
| 18. | Jarosław Moskalik   | generał porucznik (generał dywizji PL)             |                                                           | Wojska Lądowe                   | 25 kwietnia 2025  | - zabity w ataku bombowym w mieście Bałaszycha pod Moskwą                                                               | [ 33 ]                      |
| 18. | Jarosław Moskalik   | generał porucznik (generał dywizji PL)             | Główny Zarząd Operacyjny Sztabu Generalnego Sił Zbrojnych |                                 | 25 kwietnia 2025  | - zabity w ataku bombowym w mieście Bałaszycha pod Moskwą                                                               | [ 33 ]                      |
| 18. | Jarosław Moskalik   | generał porucznik (generał dywizji PL)             | z-ca szefa                                                |                                 | 25 kwietnia 2025  | - zabity w ataku bombowym w mieście Bałaszycha pod Moskwą                                                               | [ 33 ]                      |
| 19. | Ildar Achmerow      | wiceadmirał (wiceadmirał PL)                       |                                                           | Marynarka Wojenna               | 2 lipca 2025      | | [ 34 ]                      |
| 19. | Ildar Achmerow      | wiceadmirał (wiceadmirał PL)                       | Flota Czarnomorska                                        |                                 | 2 lipca 2025      | | [ 34 ]                      |
| 19. | Ildar Achmerow      | wiceadmirał (wiceadmirał PL)                       | szef sztabu I z-ca dowódcy                                |                                 | 2 lipca 2025      | | [ 34 ]                      |
| 20. | Aleksiej Komkow     | generał pułkownik (generał broni PL)               |                                                           | Federalna Służba Bezpieczeństwa | 2 lipca 2025      | - zabity w Moskwie przy pomocy bomby ukrytej w samochodzie                                                              | [ 35 ] [ 36 ]               |
| 20. | Aleksiej Komkow     | generał pułkownik (generał broni PL)               | V Służba                                                  |                                 | 2 lipca 2025      | - zabity w Moskwie przy pomocy bomby ukrytej w samochodzie                                                              | [ 35 ] [ 36 ]               |
| 20. | Aleksiej Komkow     | generał pułkownik (generał broni PL)               | dyrektor                                                  |                                 | 2 lipca 2025      | - zabity w Moskwie przy pomocy bomby ukrytej w samochodzie                                                              | [ 35 ] [ 36 ]               |
| 21. | Michaił Gudkow      | generał major (generał brygady PL)                 |                                                           | Marynarka Wojenna               | 2 lipca 2025      | | [ 37 ] [ 38 ]               |
| 21. | Michaił Gudkow      | generał major (generał brygady PL)                 | 155 Gwardyjska Brygada Piechoty Morskiej                  |                                 | 2 lipca 2025      | | [ 37 ] [ 38 ]               |
| 21. | Michaił Gudkow      | generał major (generał brygady PL)                 | dowódca z-ca dowódcy MW FR                                |                                 | 2 lipca 2025      | | [ 37 ] [ 38 ]               |

### Inne zdarzenia
- 23 kwietnia 2022 roku Ministerstwo Obrony Ukrainy poinformowało o ataku na stanowisko dowodzenia 49 Armii Ogólnowojskowej w obwodzie chersońskim, w którym zginęło dwóch generałów, a jednego poważnie raniono. Nazwiska dwóch generałów nie zostały ujawnione w momencie publikacji raportu[39][40].
- 16 sierpnia 2023 roku w Moskwie zmarł generał pułkownik Giennadij Żydko, były naczelny dowódca sił rosyjskich na Ukrainie, rzekomo po ciężkiej chorobie[41][42].
- 23 sierpnia 2023 roku pod Kużenkinem w obwodzie twerskim miała miejsce Katastrofa Embraera Legacy 600, w której zginęli: właściciel i szef Grupy Wagnera Jewgienij Prigożyn, założyciel grupy i jego dowódca wojskowy, oraz były podpułkownik GRU Dmitrij Utkin oraz szef sztabu i działu logistyki grupy Walerij Czekałow(inne języki), wszyscy formalnie niemający stopnia wojskowego, jednak z racji na swoje funkcje de facto pełniący rolę dowódców wojskowych równych kolejno generałowi armii, generałowi porucznikowi i generałowi majorowi[43][44][45][46].